# Gekko ernstkelleri
Espèce
Statut de conservation UICN

 VU D2 : Vulnérable
Gekko ernstkelleri est une espèce de geckos de la famille des Gekkonidae.

## Répartition
Cette espèce est endémique de Panay aux Philippines.

## Description
C'est un gecko insectivore nocturne et arboricole. Il mesure jusqu'à 200 mm de longueur totale.

## Étymologie
Cette espèce est nommée en l'honneur d'Ernst Keller.

## Publication originale
- Rösler, Siler, Brown, Demeglio & Gaulke, 2006 : Gekko ernstkelleri sp. n. - a new gekkonid lizard from Panay Island, Philippines. Salamandra, vol. 42, n. 4, p. 197-211 (texte intégral).